# نیکولا شافور
سباستین-رُک نیکولا (فرانسوی: Sébastien-Roch Nicolas‎؛ ۶ آوریل ۱۷۴۱ – ۱۳ آوریل ۱۷۹۴)، معروف به نیکولا شافور (فرانسوی: [ʃɑ̃fɔʁ])؛ نمایش‌نامه‌نویس و نویسنده اهل فرانسه بود. او برای تقریظ‌های ظریف و کلام قصارش مشهور است. شافور منشی خواهر لوئی شانزدهم، و از اعضای ژاکوبن‌ها بود.

## زندگی‌

### کودکی و تحصیل
شامفور در کلرمون‑فران در اوورنی به دنیا آمد؛ هرچند دو سند ولادت متفاوت وجود دارد و برخی منابع تاریخ تولد او را ۲۲ ژوئن ۱۷۴۱ ثبت کرده‌اند، چیزی که به احتمالِ فرزندخواندگی و زادگاه نامعلومی او اشاره دارد. وی در نه‌سالگی با دریافت بورسیه به کالج گراسَن در پاریس رفت و به‌سرعت با هوش سرشار و نثر گزندهٔ خود جلب توجه کرد.

### فعالیت ادبی پیش از انقلاب
نخستین موفقیت او نمایشنامهٔ تک‌پرده‌ای La Jeune Indienne (۱۷۶۴) بود که با استقبال در تالارهای پاریس روبه‌رو شد. پس از آن Le Marchand de Smyrne (۱۷۷۰) و تراژدی Mustapha et Zéangir (۱۷۷۶) جایگاه او را در میان نمایشنامه‌نویسان استوار کرد. در ۱۷۶۹ خطابهٔ تمجیدی او دربارهٔ مولیر جایزهٔ فرهنگستان فرانسه را نصیبش کرد و زمینهٔ برگزیده‌شدنش به عضویت آن فرهنگستان را فراهم آورد.

### انقلاب فرانسه و سال‌های پایانی
با آغاز انقلاب فرانسه، شامفور از درباریان گسست و به صف انقلابیان پیوست؛ او در ۱۷۹۱ دبیر باشگاه ژاکوبن شد و با میرا‌بو در نگارش مقالات تند سیاسی در مرکور دو فرانس همکاری کرد. اما افراط‌های دورهٔ «ترور» او را از تندروها جدا کرد و پس از تهدید به بازداشت دوباره، در سپتامبر ۱۷۹۳ تلاش نافرجامی برای خودکشی کرد که جراحاتش تا مرگ همراهش ماند. شامفور سرانجام در ۱۳ آوریل ۱۷۹۴ در پاریس درگذشت.

## اندیشه‌ها و سبک
شامفور در مجموعهٔ پسامرگىِ Maximes et Pensées نگاه تلخ و اخلاق‌کاوانه‌اش را در قالب آفوریسم‌های کوتاه بیان کرد؛ نیچه او را «لا روشفوکوِ قرن هجدهم، اما فلسفی‌تر» دانسته است. گزاره‌های او با طنزی پرخاشگر، خرافه و قدرت سیاسی را به چالش می‌کشید و از مهم‌ترین منابع مکتب بدبینی در قرن نوزدهم به‌شمار می‌رود.

## آثار
La Jeune Indienne (کمدی، ۱۷۶۴)
Le Marchand de Smyrne (کمدی، ۱۷۷۰)
Mustapha et Zéangir (تراژدی، ۱۷۷۶)
Éloge de Molière (رساله تحسینی، ۱۷۶۹)
Discours sur les Académies (۱۸ ژوئیه ۱۷۹۱)
Maximes et Pensées, Caractères et Anecdotes (منتشر شده ۱۷۹۵، پس از مرگ نویسنده) 

## میراث و تأثیر
شامفور عضو لژ فراماسونری «نه خواهران» بود که محفل بسیاری از روشنفکران انقلابی همان دوره به‌شمار می‌رفت. پاره‌فکرهای او الهام‌بخش متفکرانی چون شوپنهاور، نیچه و سیوران شد و همچنان در ادبیات تلخ‌اندیش و نقاد به‌عنوان مرجعی برجسته خوانده می‌شود.

## برای مطالعهٔ بیشتر
- Claude Arnaud (1992). Chamfort, a biography. Translator: Deke Dusinberre. University of Chicago Press. ISBN 978-0-226-02697-8.